# Praktmånblomfluga
Praktmånblomfluga (Eumerus grandis) är en tvåvingeart som beskrevs av Johann Wilhelm Meigen 1822. Praktmånblomfluga ingår i släktet månblomflugor, och familjen blomflugor.
Artens utbredningsområde är Tyskland. Enligt den finländska rödlistan är arten akut hotad i Finland. Enligt den svenska rödlistan är arten starkt hotad i Sverige. Arten förekommer på Öland och Svealand. Arten har tidigare förekommit i Götaland och Gotland men är numera lokalt utdöd. Artens livsmiljö är fuktiga lundar. Inga underarter finns listade i Catalogue of Life.